# Яшин Ілля Валерійович
Ілля Валерійович Яшин (рос. Илья́ Вале́рьевич Я́шин; нар.29 червня 1983 року, Москва, РРФСР) — російський муніципальний і політичний діяч. Депутат ради депутатів муніципального округу Красносільського району міста Москва з 10 вересня 2017 року, голова ради депутатів Красносільського району міста Москви, голова МО Красносельський з 7 жовтня 2017 року. Виступив проти анексії Криму і війни в Україні.
Заступник голови партії ПАРНАС (2012—2016), член Бюро федеральної політради партії, один із творців і член Бюро Федеральної політради ОДР «Солідарність» з 2008 року. У жовтні 2012 року був обраний до Координаційної Ради російської опозиції. Організацією Amnesty International визнаний в'язнем сумління. З 2006 по 2008 рік був членом федерального бюро партії «Яблуко». Був одним з творців російського руху «Оборона» (2005—2006), і лідером «Молодіжного Яблука». Також відомий низкою яскравих політичних акцій, наприклад, акцією «Поверніть народу вибори, гади!» у 2006 року.
Навесні 2015 року, після убивства російського опозиційного політика Бориса Нємцова працював над завершенням підготовленого Нємцовим дослідження про агресію Росії проти України «Путін. Війна».
Різко засудив російське вторгнення в Україну, розвінчував фейки російської пропаганди, зокрема, й про різанину в Бучі, за що в грудні 2022 року був засуджений до 8,5 років позбавлення волі за поширення «фейків» про Збройні сили Росії.

## Звільнення
1 серпня 2024 року був випущений на волю в рамках міжнародного обміну полоненими.